# NGC 7138
NGC 7138 (również PGC 67406 lub UGC 11817) – galaktyka spiralna z poprzeczką (SBa), znajdująca się w gwiazdozbiorze Pegaza. Odkrył ją Albert Marth 3 sierpnia 1864 roku.